# Aeropuerto José Celestino Mutis
El Aeropuerto José Celestino Mutis (IATA: BSC, OACI: SKBS) es un aeropuerto comercial, ubicado a 3 km de la cabecera municipal de Bahía Solano, Chocó en Colombia. Recibe diferentes vuelos privados además de comerciales por parte de la estatal Satena y la empresa de Vuelos Chárter Aeroejecutivos que vuela desde el Aeropuerto Olaya Herrera de Medellín.

## Aerolíneas y destinos

### Pasajeros
| Aerolíneas  | Destinos                       |
| ----------- | ------------------------------ |
| EasyFly     | Medellín–Olaya Herrera, Quibdó |
| SATENA      | Medellín–Olaya Herrera         |
| MOONFLIGHTS | Medellín–Olaya Herrera         |

### Destinos nacionales
Se brinda servicio a 2 ciudades, dentro del país a cargo de 2 aerolíneas.
| Ciudades                                | Nombre del aeropuerto    | Aerolíneas        | Aeronaves         | Fracuencias semanales |
| Destinos actuales                       | Destinos actuales        | Destinos actuales | Destinos actuales | Destinos actuales     |
| --------------------------------------- | ------------------------ | ----------------- | ----------------- | --------------------- |
| Colombia (2 destinos, 2 aerolíneas)     |                          |                   |                   |                       |
| Medellín                                | Aeropuerto Olaya Herrera | EasyFly / Satena  | AT46 / AT45       | 12                    |
| Quibdó                                  | Aeropuerto El Caraño     | EasyFly           | AT46              | 2                     |
| Total: 2 destinos, 1 país, 2 aerolíneas |                          |                   |                   |                       |

## Estadísticas
Ver fuente y consulta Wikidata.

## Aerolíneas que cesaron operación
Aerolíneas Extintas
- ACES Colombia
  - Medellín - Aeropuerto Olaya Herrera
  - Quibdó - Aeropuerto El Caraño

- Aerolínea de Antioquia
  - Medellín / Aeropuerto Olaya Herrera

- Aexpa (Vuelos Chárter)
  - Pereira / Aeropuerto Internacional Matecaña
  - Quibdó / Aeropuerto El Caraño

## Accidentes
- El 7 de agosto de 2019, un avión BAe Jetstream 32 de matrícula HK-4540 de la aerolínea SARPA tuvo un accidente al aterrizar en la corta pista del aeropuerto. La aeronave, que llevaba 17 pasajeros y un bebé, se salió de la pista quedando su tren delantero incrustado en terreno blando. La aeronave se encontraba cubriendo la ruta Medellín-Bahía Solano.[2][3]